# Volta Blanc

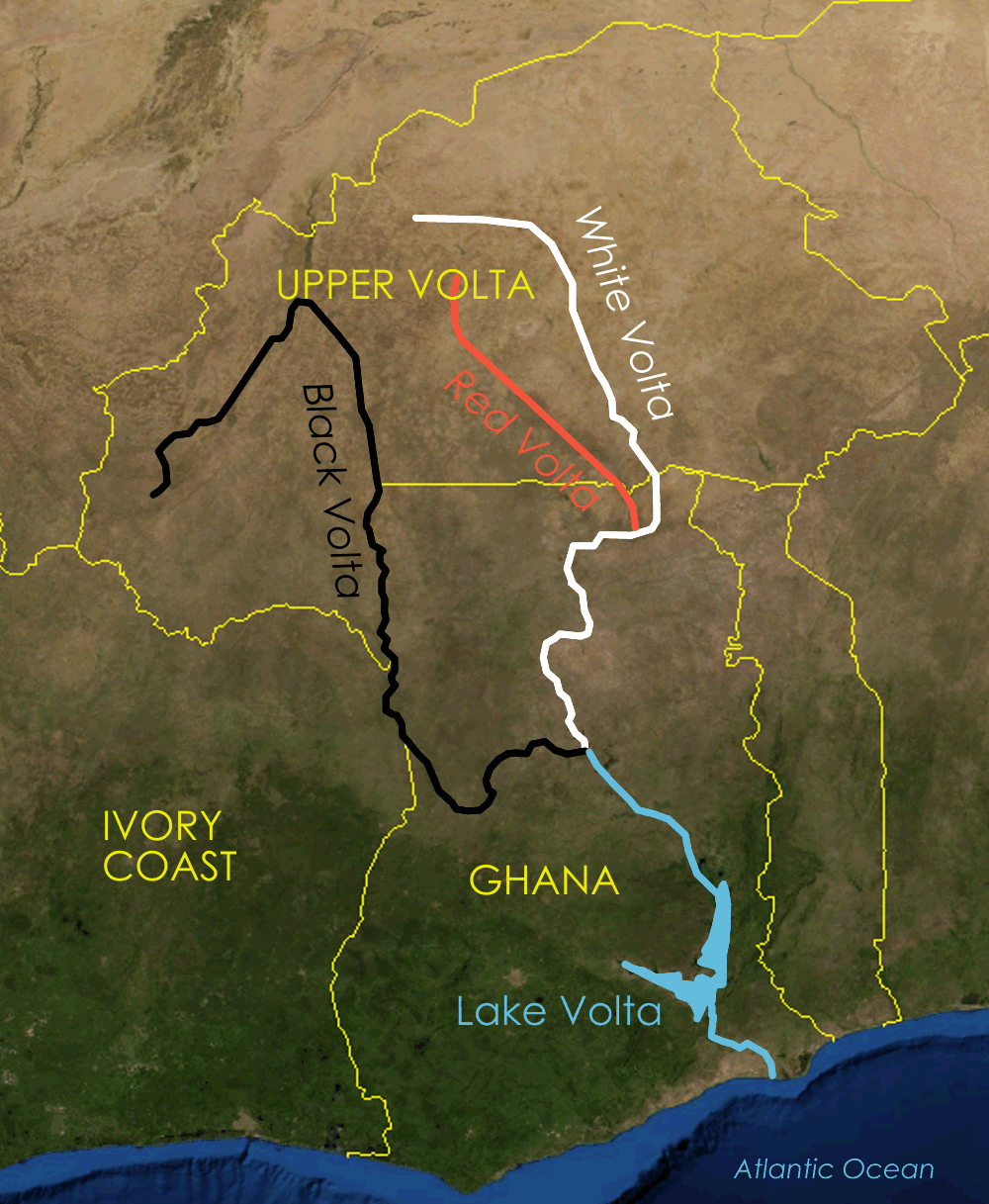
El riu Volta Blanc es mostra en color blanc (Alt Volta es diu actualment Burkina Faso)

El Volta Blanc (en francès: Volta Blanche, en anglès: White Volta), també conegut com a Nakambe, és un afluent del riu Volta i es troba a l'Àfrica occidental. Neix a Burkina Faso i discorre fins al llac Volta, a Ghana. Els seus afluents principals són el Volta Negre i el Volta Vermell.

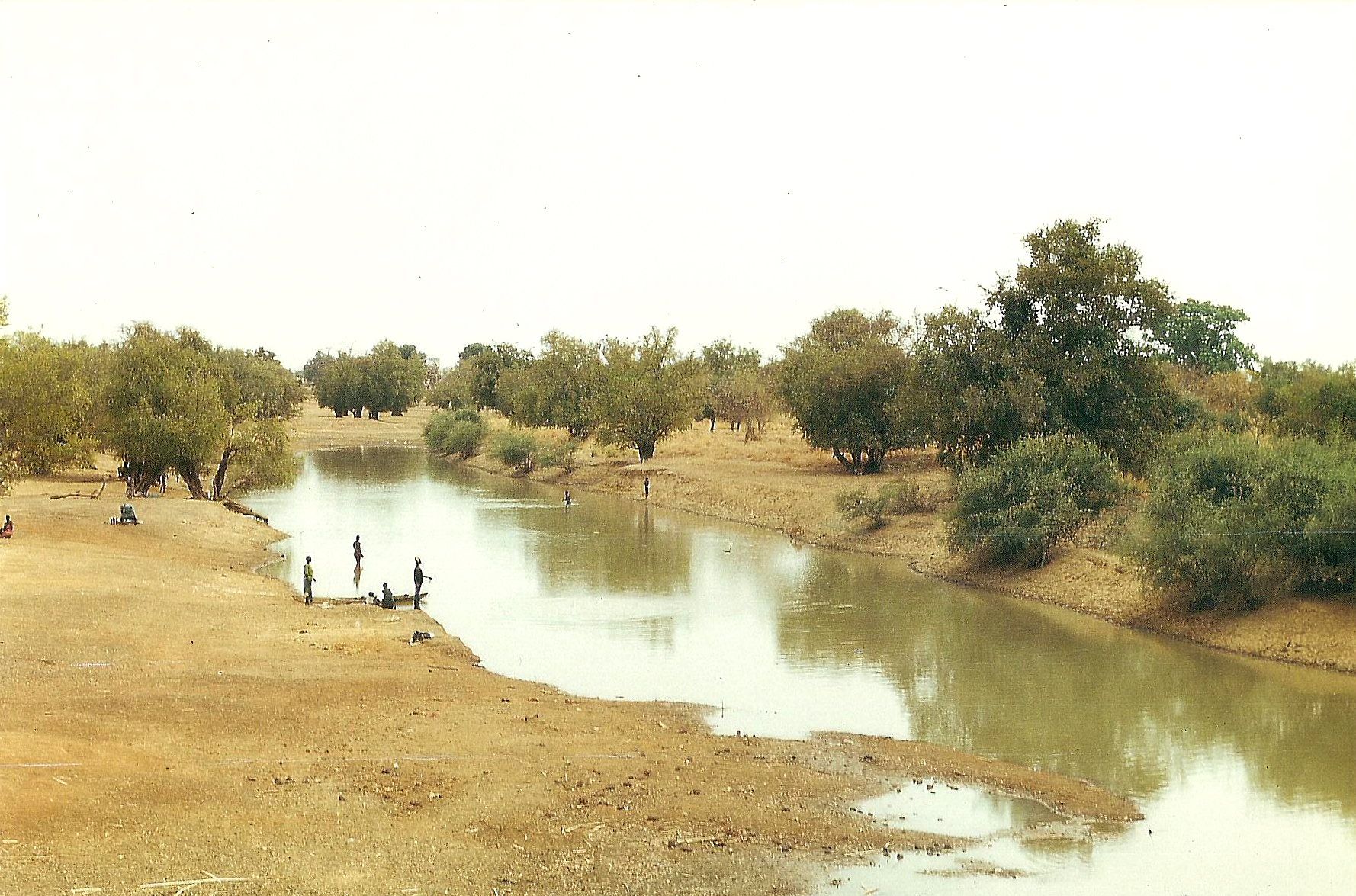
El Volta Blanc a Burkina Faso

Les ciutats més poblades que troba en el seu curs són Daboya i Yapei, totes dues a Ghana.
Neix al nord de la ciutat d'Ouagadougou i té una llargada de 640 km. El seu cabal mitjà a Nawuni, a Ghana, és de 249 m³/s en l'estació seca i de 1.350 m³/s al setembre, després de l'estació humida.
En el seu curs alt arriba a assecar-se.